# Ayton Parish Church

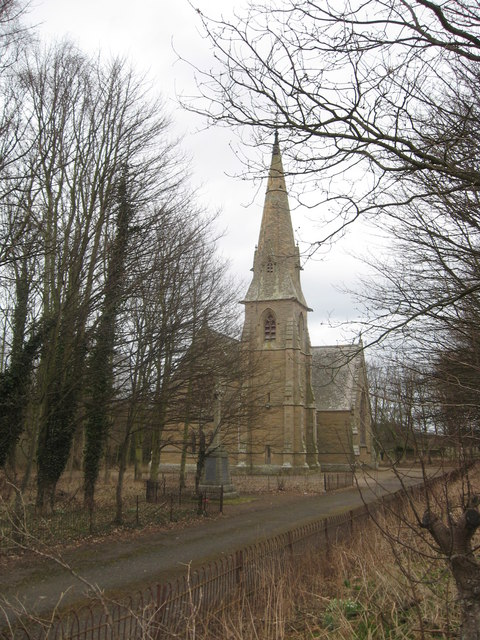
Ayton Parish Church

Die Ayton Parish Church ist ein Kirchengebäude nahe der schottischen Ortschaft Ayton in der Council Area Scottish Borders. 1999 wurde das Bauwerk in die schottischen Denkmallisten in der höchsten Denkmalkategorie A aufgenommen.

## Geschichte
Seit dem 12. Jahrhundert befand sich mit der St Dionysius’ Church ein Kirchengebäude in der direkten Umgebung. Heute ist dessen Ruine als Kategorie-B-Denkmal klassifiziert. In den 1860er Jahren wurde ein Kirchenneubau beschlossen. Für den Entwurf der heutigen Ayton Parish Church zeichnet der Edinburgher Architekt James Maitland Wardrop verantwortlich. Die zwischen 1864 und 1866 ausgeführten Arbeiten schlugen mit Gesamtkosten in Höhe von 7000 £ zu Buche. Für einen Großteil der Kosten kam Alexander Mitchell-Innes auf, der auf dem nahegelegenen Ayton Castle residierte. Im Jahre 1973 wurde der Innenraum restauriert und überarbeitet.

## Beschreibung
Die Ayton Parish Church steht isoliert in einem Wald wenige hundert Meter südöstlich von Ayton am rechten Ufer des Eye Water. Das neogotische Bauwerk weist einen nahezu T-förmigen Grundriss auf. Sein Mauerwerk besteht aus cremefarbenem Sandstein, der leicht bossiert ist. Details und Einfassungen sind mit poliertem Sandstein abgesetzt. Entlang der Fassaden sind Spitzbogenfenster und spitzbögige Maßwerke eingelassen. Die Fenster schließen mit schlichten Gesimsen. Im südwestlichen Gebäudeinnenwinkel ragt der dreistöckige Glockenturm auf. Er schließt mit einem spitzen Helm aus Stein. Entlang der Kanten ziehen sich Strebepfeiler.

## Nachreformatorische Pfarrer bis 1882
- Robert Hislop (1585–1586)
- John Home (1586–1601)
- William Hog (1601–1616)
- Alexander Home (1617–1626)
- George Home (1627–1650)
- Alexander Gibsone (1652)
- William Hume (1653–1664)
- John Bethune (1667–1689)
- George Hume (1694–1706)
- Thomas Anderson (1712–1751)
- Patrick Hepburn (1753–1772)
- George Home (1773–1816)
- George Tough (1816–1842)
- Daniel Cameron (1843–1882)
- J. J. Marshall Lang Aiken (ab 1882)

(Quelle:)